# Сянь-гун (Цінь)
Сянь-гун (кит.: 秦憲公; д/н — 704 до н. е.) — 8-й правитель царства Цінь у 716—704 роках до н. е. Тривалий час його ім'яна основі «Історичних записів» розшифровували як Нін. Проте подальші дослідження довели, що насправді він звався Сянь.

## Життєпис
Походив з династії Ін. Син Цзіна, спадкоємця трону. 718 року дон. е. після смерті останнього дід Сяня — Вень-гун — оголосив йогос падкоємця. 716 року до н. е. перебрав владу. У 715 році до н. е. переніс столицю до міста Пін'ян (в сучасному Баоцзі).
Успішно воював з жунами, завдавши 714 року до н. е. поразки їх протодержаві Бо, внаслідок чого та  визнала зверхність Цінь.
Восени 708 року до н. е. спробувавзахопити державу Жуй, але зазнав поразки. Взимку того ж року в союзі з Хуань-ваном, володарем Чжоу, виступив знову актикував Жуя, завдавши її поразку й полонивши правителя Ван-бо. Жуй визнало зверхність Цінь.
704 року остаточно приєднав протодержаву Бо до своїх володінь, розпочавшги покитайчення жунів. Помер раптово того ж року. Внаслідок інтриг сановників владу отримав молодший син Чуцзі-гун I.